# Lux (tijdschrift)
Lux (1889-1927) was een Nederlands tijdschrift voor de fotografie en het officiële orgaan van een aantal Nederlandse amateurfotografenverenigingen. Het is een belangrijk document van het fotografische verenigingsleven in Nederland. Het behoort daarom tot het papieren culturele erfgoed van Nederland.
Vanaf 1938 werd Lux voortgezet als fusie met De camera onder de titel Vereenigde fotobladen Lux-De Camera dat tot de 44e jaargang (1933) bestond, en het orgaan was van de Bond van Nederlandsche Amateur Fotografen Vereenigingen.

## Digitalisering
In het kader van het project Metamorfoze, het nationale digitaliseringsprogramma van de Koninklijke Bibliotheek in Den Haag voor het behoud van papieren erfgoed, heeft het Nederlands Fotomuseum in Rotterdam een aantal vroege fototijdschriften gedigitaliseerd. Behalve Lux, zijn deze onder meer de Focus (1914-1960), destijds met zeer vergelijkbare doelstellingen en inhoud als die van Lux, De camera (1908-1927) en Foto (1946-1960).

## Varia
- De historische Lux dient niet verward te worden met de hedendaagse naamgenoot, een Engelstalige versie met vergelijkbare doelstellingen.